# Tabanus johnsoni
Tabanus johnsoni är en tvåvingeart som beskrevs av James Stewart Hine 1907. Tabanus johnsoni ingår i släktet Tabanus och familjen bromsar. Inga underarter finns listade i Catalogue of Life.